# Bazylika św. Klemensa
Bazylika św. Klemensa (wł. Basilica di San Clemente al Laterano) – rzymskokatolicki kościół tytularny w Rzymie.
Świątynia ta jest kościołem rektoralnym parafii Santa Maria in Domnica alla Navicella oraz kościołem tytularnym, mającym również rangę bazyliki mniejszej. Jest też kościołem stacyjnym z drugiego poniedziałku Wielkiego Postu.

## Lokalizacja
Kościół znajduje się w I Rione Rzymu – Monti. Wejście do bazyliki otwarte dla zwiedzających znajduje się przy Via di San Giovanni in Laterano, natomiast główne wejście jest od strony Piazza di S. Clemente.
Wzniesiona w IV wieku dla uczczenia męczeńskiej śmierci św. Klemensa.

## Historia
Pierwszy kościół powstał na miejscu domu rzymskiego konsula Flawiusz Klemensa, będącego jednym z pierwszych rzymskich dostojników, który przeszedł na wiarę chrześcijańską. Pod koniec IV wieku został on rozbudowany wchłaniając okoliczne budynki. Świątynia została zniszczona w 1084 podczas najazdu Normanów pod dowództwem Roberta Guiscarda. Odbudowana przez papieża Paschalisa II.
W 1403 papież powierzył opiekę nad kościołem ambrozjanom, którzy zajmowali się nim aż do likwidacji ich zgromadzenia w 1643, ich miejsce zajęli w 1645 dominikanie.
Gruntowna renowacja bazyliki miała miejsce w latach 1713–1719 wg projektu Carlo Stefano Fontany, wtedy też powstała barokowa fasada.

## Architektura i sztuka
Przed bazyliką znajduje się atrium otoczone antycznymi kolumnami wykonanymi z kamienia pochodzącego z Egiptu.
Wnętrze bazyliki jest trójnawowe. Posadzka autorstwa Cosmatich powchodzi z XII wieku. Strop nawy głównej zdobi fresk Apoteoza św. Klemensa Giuseppe Chiari z 1714–1719. W części środkowej nawy głównej znajduje się schola cantorum (ścianka oddzielająca część dla duchownych i zakonników od części dla świeckich) z VI wieku, pochodząca z wcześniejszego kościoła.
W prezbiterium znajduje się cyborium zdobione cosmatesca z XII wieku, za nim stoi tron biskupi pochodzący ze starej bazyliki.
W górnej części apsydy znajduje się romańska mozaika Tryumf krzyża, w jej centrum umieszczono krzyż z 12 gołębiami symbolizującymi Apostołów, po jego bokach stoją Maryja i św. Jan. Na pasie poniżej umieszczono Baranka z owcami symbolizującymi Chrystusa i Apostołów, jeszcze niżej można zobaczyć postacie Jezusa, Maryi i Apostołów z XIV wieku.

### Pozostałości bazyliki z IV wieku
Poniżej poziomu obecnej bazyliki można zwiedzać pozostałości bazyliki z IV wieku. Składa się ona również z nawy głównej i dwóch naw bocznych. Na ścianie nawy głównej znajduje się fresk Legenda Syzyniusza, na którym znajduje się jeden z najstarszych napisów w lokalnym języku rzymskim romanesco. Na końcu lewej nawy mieszczą się pozostałości grobu apostoła Słowian św. Cyryla, jego relikwie papież Paweł VI oddał Cerkwi w 1974.
Pod bazyliką z IV wieku można zobaczyć pozostałości rzymskich budowli z czasów cesarstwa oraz mitreum z III wieku.

## Kardynałowie prezbiterzy
Bazylika św. Klemensa jest jednym z kościołów tytularnych nadawanych kardynałom-prezbiterom (Titulus Sancti Clementis).
- Renato (449)
- Piotr (499)
- Merkury (532/533)
- Specioso (595)
- Grzegorz (731–745)
- Sergiusz (853)
- Jan (993)
- Sebastian (1015)
- Hugo Candidus OSBCluny (1049–1078, obediencja wibertyńska 1080–1089)
- Rainiero OSBCluny (1078–1099)
- Anastasio (1102–1125)
- Uberto Rossi Lanfranchi (1126–1133)
- Boecjusz (1138–1143)
- Bernard CanReg (1145–1158)
- Henryk (obediencja „wiktoryńska” 1161)
- Opizo (obediencja „wiktoryńska” 1167)
- Uguccione Pierleoni (1178–1182)
- Pierre de Blois (1188)
- Giovanni Lombardo (1189–1199)
- Guillaume Ferrier (1294–1295)
- Giacomo Tommasi Caetani (1295–1300)
  - Guillaume Testa, komendatariusz (1313-1326)
- Bernard de Garves (1327–1329)
- Pierre Bertrand d’Annonay (1331–1348), in commendam (1348-1349)
- Gil Álvarez de Albornoz CanReg (1351–1355), in commendam (1355-1367)
- Guillaume de la Jugié (1368–1374)
- Pierre de la Jugié OSB (1375–1376)
- Gérard du Puy OSB (1377–1378, obediencja awiniońska 1378–1389)
- Poncello Orsini (obediencja rzymska 1379–1395)
- Jaime de Aragon (obediencja awiniońska 1389–1391)
- Berenguer d'Anglesola (obediencja awiniońska 1397–1406)
- Gabriele Condulmer CanReg (obediencja rzymska 1408–1417, 1417–1431)
- Branda de Castiglione (obediencja pizańska 1411–1417, 1417–1431)
- Hugues de Lusignan (1431)
- Francesco Condulmer (1431–1445)
- Enrico Rampini (1446–1450)
- Giovanni Castiglione (1457–1460)
- Bartolomeo Roverella (1464–1476)
- Giacopo Antonio Venier (1476–1479)
- Domenico della Rovere (1479–1501)
- Jaime Serra i Cau (1501–1511)
- Francesco Argentino (1511)
- Giulio de’ Medici (1517)
- Luigi de’ Rossi (1517–1519)
- Domenico Giacobazzi (1519–1527)
- Andrea Matteo Palmieri (1527–1537)
- Girolamo Ghinucci (1537–1541)
- Gian Pietro Carafa CRT (1541–1543)
- Rodolfo Pio di Carpi (1543–1544)
- Pietro Bembo OSIoHier (1544–1547)
- Juan Álvarez de Toledo OP (1547–1551)
- Giovanni Battista Cicala (1551–1565)
- Gianantonio Capizucchi (1565–1569)
- Luigi Cornaro (1569–1570)
- Giovanni Antonio Serbelloni (1570)
- Stanisław Hozjusz (1570–1578)
- Gianfrancesco Gambara (1578–1579)
- Markus Sitticus von Hohenems (1579–1580)
- Alfonso Gesualdo (1580–1583)
- Prospero Santacroce (1583–1589)
- Vincenzo Lauro (1589–1592)
- Flaminio Piatti (1593–1596)
- Giovanni Francesco Biandrate di San Giorgio (1596–1605)
- Carlo Conti (1605–1613)
- Jean de Bonsi (1615–1621)
- Desiderio Scaglia OP (1621–1626)
- Giandomenico Spinola (1626–1629)
- Marcantonio Franciotti (1637–1639)
- Vincenzo Maculani OP (1642–1667)
- Innico Caracciolo (1667–1685)
- Ferdinando d’Adda (1690–1696)
- Tommaso Maria Ferrari OP (1696–1716)
- Annibale Albani (1722–1730); in commendam (1730–1751)
- Cosimo Imperiali (1753–1759)
- Giovanni Francesco Albani (1759–1760)
- Carlo Rezzonico (1763–1772)
- Francesco Carafa (1773–1788)
- Stefano Borgia (1789–1804)
- Benedetto Naro (1816–1832)
- Benedetto Cappelletti (1832–1834)
- Francesco Canali (1834–1835)
- Pietro Ostini (1836–1843)
- Antonio Maria Cadolini CRSP(1843–1851)
- Domenico Lucciardi (1852–1864)
- Henri-Marie-Gaston Boisnormand de Bonnechose (1864–1883)
- Guglielmo Sanfelice d’Acquavilla (1884–1897)
- Guillaume-Marie-Romain Sourrieu (1898–1899)
- Gennaro Portanova (1899–1908)
- William O’Connell (1911–1944)
- John Glennon (1946)
- Jan de Jong (1946–1955)
- Amleto Giovanni Cicognani (1958–1962)
- Lawrence Shehan (1965–1984)
- Adrianus Simonis (1985–2020)
- Arrigo Miglio (od 2022)